# Cyphomyia pubiventris
Cyphomyia pubiventris är en tvåvingeart som först beskrevs av Camillo Rondani 1863.  Cyphomyia pubiventris ingår i släktet Cyphomyia och familjen vapenflugor. Inga underarter finns listade i Catalogue of Life.